# Robert Lindstedt
Robert Lindstedt (Sundbyberg, 1977. március 19.) svéd hivatásos teniszező. Szinte kizárólag páros mérkőzéseket játszik. Tizenegy ATP-tornán játszott döntőt, ötször győzött. 2009-re leggyakoribb partnerévé vált a cseh Martin Damm.

## ATP-döntői

### Páros

#### Győzelmei (6)
| Összesítés                                            | Összesítés |
| ----------------------------------------------------- | ---------- |
| Grand Slam-torna                                      | (0)        |
| ATP World Tour Masters 1000 / ATP Masters Series      | (0)        |
| ATP World Tour 500 Series / International Series Gold | (3)        |
| ATP World Tour 250 Series / International Series      | (3)        |
| ATP World Tour Finals / Tennis Masters Cup            | (0)        |

| Borítás szerint |
| Kemény (6)      |
| Salak (0)       |
| Fű (0)          |
| Szőnyeg (0)     |

| No. | Dátum                | Helyszín             | Borítás    | Partner         | Ellenfelei a döntőben                | Eredmény a döntőben |
| 1.  | 2007. szeptember 24. | Mumbai, India        | Kemény     | Jarkko Nieminen | Rohan Bopanna Iszámul-Hak Kuraisi    | 7–6(3), 7–6(5)      |
| 2.  | 2007. október 7.     | Tokió, Japán         | Kemény     | Jordan Kerr     | Frank Dancevic Stephen Huss          | 6–4, 6–4            |
| 3.  | 2008. augusztus 17.  | Washington DC, USA   | Kemény     | Marc Gicquel    | Bruno Soares Kevin Ullyett           | 7–6(6), 6–3         |
| 4.  | 2009. január 12.     | Auckland, Új-Zéland  | Kemény     | Martin Damm     | Scott Lipsky Lijendar Pedzs          | 7–5, 6–4            |
| 5.  | 2009. február 8.     | Zagráb, Horvátország | Kemény (f) | Martin Damm     | Christopher Kas Rogier Wassen        | 6–4, 6–3            |
| 6.  | 2009. augusztus 9.   | Washington DC, USA   | Kemény     | Martin Damm     | Mariusz Fyrstenberg Marcin Matkowski | 7–5, 7–6(3)         |

#### Elvesztett döntői (7)
| No. | Dátum                | Helyszín                       | Borítás | Partner           | Ellenfelei a döntőben                  | Eredmény a döntőben |
| 1.  | 2005. szeptember 26. | Ho Chi Minh City, Vietnám      | Kemény  | Ashley Fisher     | Lars Burgsmüller Philipp Kohlschreiber | 6–5(3), 4–6, 2–6    |
| 2.  | 2006. március 6.     | Las Vegas, USA                 | Kemény  | Jaroslav Levinský | Bob Bryan Mike Bryan                   | 3–6, 2–6            |
| 3.  | 2006. július 24.     | Stuttgart, Németország         | Salak   | Yves Allegro      | Gastón Gaudio Makszim Mirni            | 5–7, 7–6, 10-12     |
| 4.  | 2009. február 28.    | Dubaj, Egyesült Arab Emírségek | Kemény  | Martin Damm       | Rik de Voest Dmitrij Turszunov         | 6–4, 3–6, 5-10      |
| 5.  | 2009. május 10.      | Estoril, Portugália            | Salak   | Martin Damm       | Eric Butorac Scott Lipsky              | 3–6, 2–6            |
| 6.  | 2009. július 19.     | Båstad, Svédország             | Salak   | Robin Söderling   | Jaroslav Levinský Filip Polasek        | 6-1, 3–6, 7-10      |
| 7.  | 2010. február 21.    | Marseille, Franciaország       | Salak   | Julian Knowle     | Michaël Llodra Julien Benneteau        | 3-6, 4-6            |